# Worcester Warriors
El Worcester Warriors Rugby Football Club es un equipo de rugby inglés de la ciudad de Worcester. 
El primer equipo jugará desde la temporada 2025-26 en la Champ Rugby, la segunda categoría del rugby inglés, y se les conoce con el sobrenombre de "Warriors".

## Historia
El equipo fue fundado en el año 1871.
Su máximo éxito a nivel internacional fue el subcampeonato en la Copa Desafío Europeo de Rugby en la temporada 2007-08 donde fue derrotado por el equipo de Bath Rugby por un resultado de 24 a 16.
El club fue afectado por problemas económicos que desencadenaron una crisis financiera que provocó que el equipo fuera excluido de la Premiership Rugby 2022-23, finalmente en febrero de 2023 se decidió que el club dejará de existir y en su reemplazo se fundó el club Sixways Rugby.
Posteriormente en abril de 2025 se informó que el club volverá a participar en los torneos nacionales, siendo aceptado en la temporada 2025/26 en la segunda división de Inglaterra, la RFU Championship.

## Palmarés

### Torneos internacionales
- Subcampeón European Challenge Cup: 2007-08
- Subcampeón European Shield: 2004-05

### Torneos nacionales
- Premiership Rugby Cup (1): 2021-22
- British and Irish Cup (1): 2014-15
- RFU Championship (3): 2003-04, 2010-11, 2014-15
- National League 1 (1): 1997-98
- National League 2 (1): 1996-97
- Subcampeón RFU Championship (3): 2000-01, 2001-02, 2002-03